# Arnold Jirásek
Arnold Jirásek (ur. 3 lipca 1887 w Pradze, zm. 28 lipca 1960) – czeski lekarz, chirurg i neurochirurg. 

## Życiorys
Był dalekim krewnym pisarza Aloisa Jiráska.
28 października 1939 operował w Pradze postrzelonego podczas antynazistowskiej demonstracji w brzuch studenta Jana Opletala.

## Wybrane prace
- Über Knieverletzungen (1932)
- Náhlé příhody břišní: Poznávání a rozhodování o jejich léčení (1958) (pol. Ostre urazy brzucha. Diagnoza i podejmowanie decyzji o leczeniu)
- Chirurgie bolesti  (1961) (pol. Chirurgia bólu), wyd. ang. The Surgery of Pain. English Translation by Joseph Cort (1962)